# Triembach-au-Val
Triembach-au-Val je občina v departmaju Bas-Rhin francoske regije Alzacija.
Leta 1990 je v občini živelo 393 oseb oz. 143 oseb/km².